# 바실리카타주의 철도역 목록
다음은 이탈리아 바실리카타주의 철도역 목록이다. 모든 역은 이탈리아 정부 소유의 국영철도회사 페로비에 델로 스타토의 자회사인 레테 페로비아리아 이탈리아나 (RFI)와 지역철도회사인 페로비에 아풀로 루카네 (Ferrovie Appulo Lucane, FAL)가 소유하고 있다.

## RFI 소속
| 역명                           | 도시               | 도       | 등급   |
| ------------------------------ | ------------------ | -------- | ------ |
| 아콰프레다                     | 마라테아           | 포텐차도 | 브론즈 |
| 알바노디루카니아               | 알바노디루카니아   | 포텐차도 | 브론즈 |
| 아빌리아노 루카니아            | 포텐차             | 포텐차도 | 브론즈 |
| 발바노-리칠리아노              | 발바노             | 포텐차도 | 브론즈 |
| 바라자노-루오티                | 바라자노           | 포텐차도 | 브론즈 |
| 바릴레                         | 바릴레             | 포텐차도 | 브론즈 |
| 벨라 무로                      | 벨라               | 포텐차도 | 브론즈 |
| 베르날다                       | 베르날다           | 마테라도 | 브론즈 |
| 카스텔라고페솔레               | 카스텔라고페솔레   | 포텐차도 | 브론즈 |
| 페란디나                       | 페란디나           | 마테라도 | 브론즈 |
| 필리아노                       | 필리아노           | 포텐차도 | 브론즈 |
| 포렌차                         | 포렌차             | 포텐차도 | 브론즈 |
| 프란초사                       | 프란초사           | 포텐차도 | 브론즈 |
| 그라사노-가라구소-트리카리코   | 그라사노           | 마테라도 | 브론즈 |
| 마라테아                       | 마라테아           | 포텐차도 | 실버   |
| 마리나디마라테아               | 마리나디마라테아   | 포텐차도 | 브론즈 |
| 멜피                           | 멜피               | 포텐차도 | 실버   |
| 메타폰토                       | 메타폰토           | 마테라도 | 실버   |
| 노바시리-로톤델라              | 노바시리           | 마테라도 | 브론즈 |
| 팔라초산제르바시오-몬테밀로네  | 팔라초산제르바시오 | 포텐차도 | 브론즈 |
| 피체르노                       | 피체르노           | 포텐차도 | 브론즈 |
| 피에트라갈라                   | 피에트라갈라       | 포텐차도 | 브론즈 |
| 피스티치                       | 피스티치           | 마테라도 | 브론즈 |
| 폴리코로-투르시                | 폴리코로           | 마테라도 | 브론즈 |
| 포시덴테                       | 포시덴테           | 포텐차도 | 브론즈 |
| 포텐차 첸트랄레                | 포텐차             | 포텐차도 | 골드   |
| 포텐차 마키아 로마나           | 포텐차             | 포텐차도 | 브론즈 |
| 포텐차 수페리오레              | 포텐차             | 포텐차도 | 실버   |
| 포텐차 우니베르시타            | 포텐차             | 포텐차도 | 브론즈 |
| 라포네-루보-S.펠레             | 라포네             | 포텐차도 | 브론즈 |
| 리오네로-아텔라-리파칸디다     | 리오네로인불투레   | 포텐차도 | 실버   |
| 산니콜라디멜피                 | 산니콜라디멜피     | 포텐차도 | 브론즈 |
| 살란드라-그로톨레              | 살란드라           | 마테라도 | 브론즈 |
| 스칸차노요니코-몬탈바노 요니코 | 스칸차노요니코     | 마테라도 | 브론즈 |
| 티토                           | 티토               | 포텐차도 | 브론즈 |
| 트리비뇨                       | 트리비뇨           | 포텐차도 | 브론즈 |
| 베노사-마스키토                | 베노사             | 포텐차도 | 브론즈 |

## FAL 소속
| 역명                 | 도시             | 도       |
| -------------------- | ---------------- | -------- |
| 아체렌차             | 아체렌차         | 포텐차도 |
| 아빌리아노 치타      | 아빌리아노       | 포텐차도 |
| 칸첼라라             | 칸첼라라         | 포텐차도 |
| 젠차노               | 젠차노디루카니아 | 포텐차도 |
| 이르시나             | 이르시나         | 마테라도 |
| 마테라 첸트랄레      | 마테라           | 마테라도 |
| 마테라 세라 리푸사   | 마테라           | 마테라도 |
| 마테라 수드          | 마테라           | 마테라도 |
| 마테라 빌라 론고     | 마테라           | 마테라도 |
| 모카로               | 아빌리아노       | 포텐차도 |
| 피에트라갈라         | 피에트라갈라     | 포텐차도 |
| 포텐차 치타          | 포텐차           | 포텐차도 |
| 포텐차 인페리오레    | 포텐차           | 포텐차도 |
| 포텐차 마키아 로마나 | 포텐차           | 포텐차도 |
| 포텐차 리오네 만쿠시 | 포텐차           | 포텐차도 |
| 포텐차 산 로코       | 포텐차           | 포텐차도 |
| 포텐차 산타 마리아   | 포텐차           | 포텐차도 |
| 포텐차 스칼로        | 포텐차           | 포텐차도 |
| 리파 다피            | 젠차노디루카니아 | 포텐차도 |
| 산 니콜라            | 포텐차           | 포텐차도 |
| 타코네               | 이르시나         | 마테라도 |
| 타란텔라             | 아체렌차         | 포텐차도 |
| 티에라               | 포텐차           | 포텐차도 |
| 베누시오             | 마테라           | 마테라도 |

## 같이 보기
- 이탈리아의 철도
- 페로비에 델로 스타토
- 이탈리아의 철도역
- 이탈리아의 교통